# Modena Football Club 1971-1972
Questa voce raccoglie le informazioni riguardanti il Modena Football Club nelle competizioni ufficiali della stagione 1971-1972.

## Rosa
| N. |                   | Ruolo | Calciatore             |
| -- | ----------------- | ----- | ---------------------- |
|    | Italia (bandiera) | D     | Gianni Balugani        |
|    | Italia (bandiera) | C     | Walter Baroncelli      |
|    | Italia (bandiera) | C     | Fabrizio Boccolari     |
|    | Italia (bandiera) | C     | Silvano Colusso        |
|    | Italia (bandiera) | P     | Paolo Conti            |
|    | Italia (bandiera) | D     | Nicola Del Piano       |
|    | Italia (bandiera) | A     | Gian Paolo Facchinetti |
|    | Italia (bandiera) | C     | Gino Ferrari           |
|    | Italia (bandiera) | D     | Emer Franceschi        |
|    | Italia (bandiera) | C     | Giorgio Fraternali     |
|    | Italia (bandiera) | A     | Giordano Galli         |
|    | Italia (bandiera) | C     | Giorgio Gennari        |
|    | Italia (bandiera) | D     | Angelo Lodi            |
|    | Italia (bandiera) | P     | Gino Lusuardi          |

| N. |                      | Ruolo | Calciatore          |
| -- | -------------------- | ----- | ------------------- |
|    | Italia (bandiera)    | D     | Guido Mazzetti      |
|    | Italia (bandiera)    | D     | Mauro Melotti       |
|    | Argentina (bandiera) | A     | Rubén Merighi       |
|    | Italia (bandiera)    | A     | Mario Musiello      |
|    | Italia (bandiera)    | A     | Corrado Nastasio    |
|    | Italia (bandiera)    | A     | Gian Maria Pesenti  |
|    | Italia (bandiera)    | D     | Paolo Petraz        |
|    | Italia (bandiera)    | P     | Renato Piccoli      |
|    | Italia (bandiera)    | C     | Gian Paolo Pignatti |
|    | Italia (bandiera)    | C     | Flavio Ronchi       |
|    | Italia (bandiera)    | D     | Giovanni Simonini   |
|    | Italia (bandiera)    | A     | Ivan Vecchi         |
|    | Italia (bandiera)    | D     | Claudio Vellani     |
|    | Italia (bandiera)    | D     | Vittorio Zanetti    |

## Risultati

### Serie B

#### Girone di andata
| 26 settembre 1971 1ª giornata | Modena | 1 – 2 | Ternana |  |

| 3 ottobre 1971 2ª giornata | Palermo | 4 – 0 | Modena |  |

| 10 ottobre 1971 3ª giornata | Modena | 0 – 2 | Brescia |  |

| 17 ottobre 1971 4ª giornata | Como | 2 – 0 | Modena |  |

| 24 ottobre 1971 5ª giornata | Modena | 2 – 0 | Novara |  |

| 10 gennaio 1999 6ª giornata | Cesena | 1 – 0 | Modena |  |

| 7 novembre 1971 7ª giornata | Modena | 2 – 0 | Monza |  |

| 14 novembre 1971 8ª giornata | Arezzo | 1 – 0 | Modena |  |

| 21 novembre 1971 9ª giornata | Modena | 0 – 0 | Reggiana |  |

| 28 novembre 1971 10ª giornata | Sorrento | 0 – 0 | Modena |  |

| 5 dicembre 1971 11ª giornata | Modena | 1 – 2 | Catania |  |

| 12 dicembre 1971 12ª giornata | Modena | 0 – 1 | Taranto |  |

| 19 dicembre 1971 13ª giornata | Genoa | 1 – 0 | Modena |  |

| 26 dicembre 1971 14ª giornata | Livorno | 1 – 1 | Modena |  |

| 2 gennaio 1972 15ª giornata | Modena | 0 – 0 | Lazio |  |

| 9 gennaio 1972 16ª giornata | Modena | 0 – 2 | Perugia |  |

| 16 gennaio 1972 17ª giornata | Reggina | 0 – 0 | Modena |  |

| 23 gennaio 1972 18ª giornata | Bari | 3 – 2 | Modena |  |

| 30 gennaio 1972 19ª giornata | Modena | 1 – 0 | Foggia |  |

#### Girone di ritorno
| 13 febbraio 1972 20ª giornata | Ternana | 2 – 1 | Modena |  |

| 20 febbraio 1972 21ª giornata | Modena | 0 – 1 | Palermo |  |

| 27 febbraio 1972 22ª giornata | Brescia | 1 – 0 | Modena |  |

| 5 marzo 1972 23ª giornata | Modena | 0 – 1 | Como |  |

| 12 marzo 1972 24ª giornata | Novara | 3 – 3 | Modena |  |

| 19 marzo 1972 25ª giornata | Modena | 0 – 0 | Cesena |  |

| 26 marzo 1972 26ª giornata | Monza | 2 – 0 | Modena |  |

| 2 aprile 1972 27ª giornata | Modena | 2 – 2 | Arezzo |  |

| 9 aprile 1972 28ª giornata | Reggiana | 3 – 0 | Modena |  |

| 16 aprile 1972 29ª giornata | Modena | 1 – 0 | Sorrento |  |

| 23 aprile 1972 30ª giornata | Catania | 3 – 0 | Modena |  |

| 30 aprile 1972 31ª giornata | Taranto | 0 – 1 | Modena |  |

| 7 maggio 1972 32ª giornata | Modena | 1 – 1 | Genoa |  |

| 14 maggio 1972 33ª giornata | Modena | 0 – 1 | Livorno |  |

| 21 maggio 1972 34ª giornata | Lazio | 2 – 1 | Modena |  |

| 28 maggio 1972 35ª giornata | Perugia | 1 – 1 | Modena |  |

| 4 giugno 1972 36ª giornata | Modena | 0 – 0 | Reggina |  |

| 11 giugno 1972 37ª giornata | Modena | 0 – 0 | Bari |  |

| 18 giugno 1972 38ª giornata | Foggia | 4 – 1 | Modena |  |

## Statistiche

### Statistiche di squadra
| Competizione | Punti | In casa | In casa | In casa | In casa | In casa | In casa | In trasferta | In trasferta | In trasferta | In trasferta | In trasferta | In trasferta | Totale | Totale | Totale | Totale | Totale | Totale | DR  |
| Competizione | Punti | G       | V       | N       | P       | Gf      | Gs      | G            | V            | N            | P            | Gf           | Gs           | G      | V      | N      | P      | Gf     | Gs     | DR  |
| ------------ | ----- | ------- | ------- | ------- | ------- | ------- | ------- | ------------ | ------------ | ------------ | ------------ | ------------ | ------------ | ------ | ------ | ------ | ------ | ------ | ------ | --- |
| Serie B      | 22    | 19      | 4       | 7       | 8       | 11      | 15      | 19           | 1            | 5            | 13           | 11           | 34           | 38     | 5      | 12     | 21     | 22     | 49     | -27 |
| Coppa Italia | 4     | 2       | 2       | 0       | 0       | 3       | 0       | 2            | 0            | 0            | 2            | 1            | 5            | 4      | 2      | 0      | 2      | 4      | 5      | -1  |
| Totale       |       | 21      | 6       | 7       | 8       | 14      | 15      | 21           | 1            | 5            | 15           | 12           | 39           | 42     | 7      | 12     | 23     | 26     | 54     | -28 |

### Statistiche dei giocatori
| Giocatore      | Serie B  | Serie B | Coppa Italia | Coppa Italia | Totale   | Totale |
| Giocatore      | Presenze | Reti    | Presenze     | Reti         | Presenze | Reti   |
| -------------- | -------- | ------- | ------------ | ------------ | -------- | ------ |
| G. Balugani    | 13       | 0       | -            | -            | 13       | 0      |
| W. Baroncelli  | 11       | 0       | 3            | 0            | 14       | 0      |
| F. Boccolari   | 6        | 1       | -            | -            | 6        | 1      |
| S. Colusso     | 31       | 3       | -            | -            | 31       | 3      |
| P. Conti       | 28       | -30     | 3            | -3           | 31       | -33    |
| N. Del Piano   | 4        | 0       | -            | -            | 4        | 0      |
| G. Facchinetti | 13       | 0       | 3            | 1            | 16       | 1      |
| G. Ferrari     | 1        | 0       | -            | -            | 1        | 0      |
| E. Franceschi  | 14       | 0       | 4            | 0            | 18       | 0      |
| G. Fraternali  | 4        | 0       | 4            | 1            | 8        | 1      |
| G. Galli       | 23       | 2       | 2            | 0            | 25       | 2      |
| G. Gennari     | 5        | 0       | 3            | 0            | 8        | 0      |
| A. Lodi        | 35       | 4       | 4            | 1            | 39       | 5      |
| G. Lusuardi    | 1        | 0       | -            | -            | 1        | 0      |
| G. Mazzetti    | 17       | 0       | 4            | 0            | 21       | 0      |
| M. Melotti     | 9        | 1       | -            | -            | 9        | 1      |
| R. Merighi     | 25       | 1       | 1            | 0            | 26       | 1      |
| M. Musiello    | 2        | 0       | -            | -            | 2        | 0      |
| C. Nastasio    | 18       | 0       | -            | -            | 18       | 0      |
| G. Pesenti     | 1        | 0       | 3            | 0            | 4        | 0      |
| P. Petraz      | 25       | 0       | 1            | 0            | 26       | 0      |
| R. Piccoli     | 13       | -19     | 1            | -2           | 14       | -21    |
| G. Pignatti    | 1        | 0       | -            | -            | 1        | 0      |
| F. Ronchi      | 32       | 5       | 4            | 0            | 36       | 5      |
| G. Simonini    | 31       | 2       | 4            | 0            | 35       | 2      |
| I. Vecchi      | 12       | 3       | -            | -            | 12       | 3      |
| C. Vellani     | 32       | 0       | 2            | 0            | 34       | 0      |
| V. Zanetti     | 34       | 0       | 4            | 0            | 38       | 0      |